# Euphyia gustosa
Euphyia gustosa là một loài bướm đêm trong họ Geometridae.